# NGC 5900
NGC 5900 é uma galáxia espiral (Sb) localizada na direcção da constelação de Boötes. Possui uma declinação de +42° 12' 34" e uma ascensão recta de 15 horas, 15 minutos e 05,2 segundos.
A galáxia NGC 5900 foi descoberta em 9 de Abril de 1787 por William Herschel.